# Олексий Арестович
Олексий Миколайович Арестович (на украински: Арестович Олексій Миколайович; род. 3 август 1975 г., Цители-Цкаро, Грузинска ССР) – украински политик, разузнавач, блогър, политически и военен наблюдател, колумнист в онлайн медиите, актьор, организатор на психологически семинари и обучения и благотворителна фондация за психологическа подкрепа на военните в Зона на АТО (2014-2017 г.).
Говорител и съветник по информационната политика на ръководителя на украинската делегация в Тристранната контактна група за мирно уреждане на ситуацията в Източна Украйна (от 2020 г.)  . Съветник на свободна практика в канцеларията на президента на Украйна  . Подполковник (2022)  .

## Биография
Олексий Арестович е роден на 3 август 1975 г. в семейството на офицер в грузинския град Цители-Цкаро (сега Дедоплис-Цкаро). Според баща му той има беларуски и полски корени. По-късно семейството се премества в Украйна. През 1992 г. завършва училище номер 178 в Киев . Влиза в биологичния факултет на университета „Тарас Шевченко“ . Разочарован от обучението си, след първата година той напуска обучението си в университета и през същата 1993 г. започва да играе в киевския театър-студио „Черен квадрат“.
Продължавайки да играе в театъра, той влиза в Одеския институт на сухопътните сили, преподава английски и получава диплома за военен преводач. От 1994 г. служи в структурите на Министерството на отбраната на Украйна. В някои интервюта той казва, че е служил в Главното разузнавателно управление, през 1999-2005 г. е работил в Главното разузнавателно управление, бил е капитан. В други интервюта той твърди, че е работил в отдела за стратегически изследвания на Министерството на отбраната. Пенсионира се от армията през 2005 г. с чин майор, когато според собствените му думи след Оранжевата революция цивилното командване започва да се намесва в работата на военните    .
Почти веднага след уволнението, по настояване на приятели, участва в кастинг за снимане в реклама. През следващите две години той се снима за големи украински компании (шоколад „Корона“, Life:), „Оранта“). През 2007 г. става съорганизатор на филмовата продуцентска компания Aegis Artist Group. Арестович по участва в епизодични роли в 17 руски и украински филма, по-специално „Завръщането на Мухтар“ и „Брат за брат-2“. Последната му важна роля е Люси Зайцева в комедията от 2012 г. „Не се страхувай, аз съм близо“.
През 2003-2010 г. учи в авторската школа "Човек сред хората" на руския писател езотерик и психолог Авесалом Подводни . Учи теология в Института за религиозни науки "Св. Тома Аквински" в Киев. Също така от 2000-те години той започва да провежда „обучения и консултации в областта на груповата психология, за противопоставяне на безскрупулни манипулации, изкуството на общуването, ораторското изкуство, техниките за преговори, публичното говорене, актьорството, психологията на социалните контакти“.

### Начало на политическа дейност
В началото на 2005 г. Арестович влиза в политиката и се присъединяеа към партията "Братство" на Дмитрий Корчински, става негов заместник, активно се противопоставя на "оранжевата чума" и последователите на "оранжевата революция". Заедно с Корчински той редовно пътува до Русия на конференцията на „Евразийското движение“ на идеолога на „руския свят“ Александър Дугин. Тогава „Братството“ се присъединява към евразийското движение, а Арестович и Корчински призовават руските институции „да се изправят срещу различни оранжеви намерения както в страната, така и в цялото постсъветско пространство“    
През 2008 г. Арестович и Корчински променят курса и разработват „кримска отбранителна стратегия“ срещу възможни руски нашественици. В началото на 2009 г. съвместно основават гражданска инициатива „Долу всички“ (на украински: Геть усіх), в която основните задачи на Арестович са да организира протестни акции срещу властите сред предприемачи и шофьори на камиони в Суми, Одеса и Киев. Гражданската инициатива има ограничен успех и бързо замира   .
През 2009 г. Корчински изпраща Арестович в Одеса, за да организира акции в подкрепа на своя приятел и тогавашен кмет на града Едуард Хурвиц. На 3 юни 2009 г. кметът назначава Арестович на поста заместник-председател на Приморската районна администрация, но след 3 месеца по неизвестни причини го освобождава от поста   .
След 2010 г. не е публично активен. През 2013 г. участва в предаването „Научи ни да живеем“ по канала ICTV като семеен психолог и водещ    .

### Дейност от 2014 година
След Евромайдана през 2014 г. започва редовно да се появява като военен експерт в медиите и да дава дълги интервюта с военно-политически анализи на събития за множество национални телевизии, радиостанции, електронни и печатни медии, както и блогове във Facebook и YouTube  . Преди военните събития от 2014 г. той има 150 000 последователи във Facebook, а след това над 500 000  .
С избухването на войната в Донбас през 2014 г. Арестович се занимава с подготовката на военни формирования като част от програмата на Народния резервист, организатор е на благотворителна фондация за оказване на психологическа подкрепа на военните в зоната на АТО (2014-2017 г.)  .
От септември 2018 г. до септември 2019 г. е служил като офицер-разузнавач в 72-ра механизирана бригада в зоната на операцията на Съвместните сили в Краматорск . В интервю през 2020 г. той заявява, че е участвал в 33 бойни излизания зад фронтовата линия, както и притежава седем ведомствени награди. В медиите твърденията на Арестович за боен опит са поставени под съмнение, тъй като няма начин да се проверят данните. И така, той твърди, че е оцелял при експлозията и е единственият в групата, който не е пострадал. В същото време контролираният от Украйна Краматорск е далеч от зоната на бойните действия. В интервю за " Обозревател " той заяви, че опитът да се провери информацията за неговия боен опит "може да навреди на украинските военни, които се намират в зоната на JFO"     .
На 28 октомври 2020 г. той е назначен от Леонид Кравчук за съветник по информационната политика и официален говорител на украинската делегация в Тристранната контактна група на преговорите в Минск за разрешаване на конфликта в Източна Украйна. Кравчук отбелязва, че кандидатурата на Арестович е избрана поради военен опит и наличието на визия и позиция по въпроси, които са предмет на разглеждане от TCG     .
На 1 декември 2020 г. ръководителят на кабинета на президента на Украйна Андрий Йермак назначава Олексий Арестович за свой извънщатен съветник по стратегически комуникации в областта на националната сигурност и отбраната. Йермак казва, че Арестович е натоварен със задачата „да предоставя изчерпателни отговори, за да противодейства на разпространението на дезинформация или обвинения в украинското информационно пространство“    .

## Изказвания
Медиите отбелязват, че Арестович е склонен да прави резонансни изявления. През декември 2017 г. Арестович призна, че „лъже от пролетта на 2014 г.“ в името на две цели: „Създаване на патриотичен лубок, в който всички ние се „обединяваме, сме честни и героични“ и блестящи перспективи очакват Украйна. Черна пропаганда срещу руската федерация. Така след боевете за Дебалцево той каза, че „загубите на украинската армия са много малки“   .
Арестович е обвинен в непоследователност в изявленията си. От избирането на Володимир Зеленски за президент на Украйна през 2019 г. Арестович непрекъснато го критикува, наричайки го по-специално „ватирано яке“. През март 2020 г., когато започна епидемията от коронавирус, Арестович нарече основния проблем в карантината самия президент на Украйна. Същия месец той написа, че смята избирателите на Володимир Зеленски за „вулгарни задници“. Арестович отказа да критикува Зеленски само малко преди назначаването му за съветник на Тристранната контактна група   .
През 2017 г. Арестович заявява, че не е патриот („... И не само на Украйна, но и на всяка национална държава“) и не се тревожи за развитието на украинската култура („По въпросите на възстановяването на историческата памет, справедливост, борба, победи и поражения, формирането на нации, език(ове), затваряне на исторически рани, изглеждам като войник - на въшка"). Той също така критикува опитите за украинизация на културата. В други случаи той каза, че подкрепата за украинския език и патриотизма е важна за Украйна   . През същата година той твърди, че не смята Украйна за част от Европа  .
Арестович нарича себе си привърженик на „проекта за обединена Земя в духа на Теяр дьо Шарден и Вернадски “, близки са му възгледите на Илон Мъск за бъдещето на човечеството  .
През 2018 г. той нарече Томоса за автокефалия на Православната църква на Украйна важен крайъгълен камък в развитието на Украйна   .
На 26 март 2021 г. той изрази мнение, че Андрей Антоненко, обвинен в убийството на Павел Шеремет, и Сергей Стерненко, бивш ръководител на одеския „Десен сектор“, са били преследвани по политически причини  .

## Наказателно преследване в Беларус
На 17 март 2022 г. Генералната прокуратура на Беларус образува наказателно дело срещу съветника на канцеларията на президента на Украйна Алексей Арестович по част 3 на член 361 от Наказателния кодекс на Беларус за подстрекаване към терористични атаки в обекти на Беларуска железница  .
На 27 юли 2022 г. страниците на Арестович в социалните мрежи бяха включени в беларуския списък с екстремистки материали с решение на Ленинския районен съд на Могильов  .

## Личен живот
Съпруга (от 2015 г.) Анастасия Валериевна Арестович (родена Грибанова), директор по развитието на едно от издателствата. Двойката отглежда общи деца: син Александър и дъщеря Вероника и дъщеря Алексей от първия му брак, Аелита.

## Връзки
- Арестович: Почему мы потеряли Крым? 14.09.16 в
- Арестович - о войне на Донбассе и Минских переговорах ‖ Радио Донбасс Реалии в